# Gelska veja otoških keltskih jezikov
Gelska veja otoških keltskih jezikov (tudi goidelska veja ali gelščina) so jeziki otoške keltske jezikovne skupine. Vanjo spadajo:
- irska gelščina
- manska gelščina
- škotska gelščina